# 安達忍
安達 忍（あだち しのぶ、1958年4月7日 - ）は、日本の女優、声優である。東京都出身。ムーブマン所属。

## 略歴

### 生い立ち
三人娘の末っ子として誕生。その時は父は航海中であったが、三人目の女の子だったため、母は父に何も知らせていなかった。少女時代は耳年増になりがちで、二人の姉が経験したことを自分も経験したような気になってしまった。そのため幼稚園を見学に行った際、姉がお遊戯しているのを見て「くだらない」と感じ入園を断念。それを許した安達の親も変わったという。
耳年増だったため、「新鮮味ゼロ」と思いながら小学校に通っていたが、その当時は「うるさいが口だけ」といった女の子であった。男の子ともよく喧嘩して「何言ってんのよ、男子!」、「うるさいなお前は」、「何よ!」のような会話がしょっちゅうで、校庭で石けりをしたりゴム縄とびをしたりして遊んでいたという。
小学校時代、演劇クラブの先生に「朗読がうまいね」、「芝居心がある」と褒められた。子供の頃から芝居が好きであったため、中学時代に演劇同好会を結成。文化祭で『森は生きている』を演じて芝居の世界にのめり込み、高校1年生の時に劇団に入団。土・日曜日が稽古の日だったため無休の生活で、その代わりに学校の方はよくサボっていたという。

### キャリア
日本大学豊山女子高等学校卒業後、山田康雄と松金よね子が出演していたテアトル・エコー公演の舞台『ノーセックスプリーズ』を観たことで、テアトル・エコーの養成所に入所。それがきっかけで1981年、『まいっちんぐマチコ先生』のヒロミ役で声優としての活動を始める。結婚・出産のため一時、活動を休止していた。その後1984年から活動を再開し、単発ものに出演しながら、『夢の星のボタンノーズ』のフラワー王子役でレギュラーを務めた。
1980年3月にテアトル・エコーに入団し、1990年に一度、退団後は81プロデュースに所属していたが、1999年に再入団している。2023年4月20日付で退団したことを自身のTwitterで発表した。

## 人物
尊敬する先輩は、色っぽい声も男の子の声も上手な小原乃梨子、野沢雅子を挙げている。
山本亜衣は、安達が演じていたテレビアニメ『爆走兄弟レッツ&ゴー!!』に登場するミハエルの声を聞いたことで、声優を目指したと語っている。
息子は寿司職人。

### 特色
アニメファンには少年役で知られるが、女性役も多い。洋画では女性役が多いという。

### 出演作について
『まいっちんぐマチコ先生』のヒロミ役はすごく可愛いキャラクターであるが、安達は可愛い声ではなかったため悩んでいた。その後、男の子役の『夢の星のボタンノーズ』のフラワー王子役を演じた際には、なんとなくホッとしていたという。
『機動戦士ガンダム 逆襲のシャア』のケーラ・スゥ役は、安達のキャラでは珍しく良い女タイプであったが、メカものは『ガンダム』が初めてであった。その時は絵が完全にできてなかったりすることもあり、台本に「わぁー」、「たぁ」などと書かれていても、攻めているのか攻められているのかといった状況把握ができず困っていたという。
『魔動王グランゾート』では、ラビ役を演じており、オーディションでも同役を受けていたが、テストの時のセリフが強烈で「そんなんじゃねえ!」、「バカヤロー!!」の連続だった。息子が小学生の頃に『魔動王グランゾート』が放送され、「学校でラビが人気高かったのを喜んでいた」と、カセット文庫で告白している。1990年のインタビューでは、父兄参観で学校に行ったところ安達の子供の友人に「おばちゃん、本当にラビやってるの?」と聞かれていたという。2023年10月29日付けのツイートでも、ラビ役については思い入れがたくさんあると語っている。

### 趣味・嗜好
趣味は犬の世話、犬との散歩、読書。
本を読むのが好きで、職業がら話し言葉で書かれていた本を読む際は「私だったらどんな風に朗読しようかな」とイメージを膨らませているという。
資格は普通自動車免許。

## 出演
太字はメインキャラクター。

### テレビアニメ
1981年
- うる星やつら（1981年 - 1983年）
- ダッシュ勝平（女生徒）
- まいっちんぐマチコ先生（ヒロミ）

1982年
- 新・ど根性ガエル

1985年
- 夢の星のボタンノーズ（フラワー王子）

1986年
- 愛少女ポリアンナ物語（メアリ）
- がんばれ!キッカーズ（小畑英夫）
- Bugってハニー（1986年 - 1987年、みどり）
- めぞん一刻

1987年
- グリム名作劇場（1987年 - 1988年、王女の姉、魔女たち、夫人、その妻）

1988年
- 新グリム名作劇場（1988年 - 1989年、めんどり、ジゼラ）

1989年
- 魔動王グランゾート（1989年 - 1990年、ラビ）

1990年
- ジャングル大帝
- 勇者エクスカイザー（コスケ）
- 私のあしながおじさん（教師、数学の先生）

1991年
- おにいさまへ…（モナリザの君）
- おばけのホーリー（雪ノ助）
- OH!MYコンブ（テキーヤ）
- 機甲警察メタルジャック（マウア）
- トラップ一家物語（ルーベルト）
- 新世紀GPXサイバーフォーミュラ（城之内みき）
- ふたりはなかよし（グー）
- わたしとわたし ふたりのロッテ（リコネコーゲル先生）

1992年
- カリメロ（1992年版）（カリメロ）
- クレヨンしんちゃん（1992年 - 1994年、おねえさん、女性職員A、新間伊代 他）
- チロリン村物語（ポンキー、クルコの母、コーラストリオ）
- 炎の闘球児 ドッジ弾平（秋山）
- ママは小学4年生（健太）

1993年
- 機動戦士Vガンダム（ケイト・ブッシュ）
- 疾風!アイアンリーガー（ワット）
- しましまとらのしまじろう（1993年 - 2012年、ペイズリー、みみりんのママ、シカク） - 4シリーズ
- 忍たま乱太郎（1993年 - 2025年、田村三木ヱ門、池田三郎次〈代役〉、町人、忍たま）
- ミラクル☆ガールズ（裕平）

1994年
- ハックルベリー・フィン物語（トム・ソーヤ、サラマンドラ）
- 美少女戦士セーラームーンS（う・ヘンシュウ）
- BLUE SEED（順）

1995年
- 愛天使伝説ウェディングピーチ（ノクチューン）

1996年
- 家なき子レミ（マチア、ピエール）
- いじわるばあさん
- 快傑ゾロ（ミゲール）
- それいけ!アンパンマン（トロロくん、やきいもまん〈初代〉）
- 爆走兄弟レッツ&ゴー!!（1996年 - 1997年、星馬良江、ミハエル、ホァン〈少年時代〉） - 2シリーズ
- 名犬ラッシー（ロイ）
- モジャ公（水木翔）

1997年
- 新・天地無用!（マヌケタマサヨ）

1998年
- AWOL -Absent Without Leave-（アマンダ・ケスラー）
- 太陽の子エステバン（パウラ）※BS版
- 超魔神英雄伝ワタル（ゼロワン）
- 魔法のステージファンシーララ（ピグ、古畑三郎）

1999年
- コレクター・ユイ（少年の瞬）
- 週刊ストーリーランド（1999年 - 2000年、高橋、横山）

2004年
- じゃがいぬくん（じゃがいぬくん）
- ななみちゃん（大家タメ）
- 魔法少女隊アルス（メノウ）

2017年
- リトルウィッチアカデミア（ダリル）

2022年
- 名探偵コナン（木下キノ）

### 劇場アニメ
1982年
- 新・ど根性ガエル ど根性・夢枕
- 対馬丸 さようなら沖縄（勇）

1985年
- ごんぎつね（はな）

1986年
- うる星やつら4 ラム・ザ・フォーエバー

1987年
- Bugってハニー メガロム少女舞4622（みどり）
- チロヌップのきつね（コロ）

1988年
- 機動戦士ガンダム 逆襲のシャア（ケーラ・スゥ）

1993年
- 機動警察パトレイバー 2 the Movie（進士多美子）

1997年
- フランダースの犬（ステファン）

1998年
- 劇場版ポケットモンスター ミュウツーの逆襲（妻）

2011年
- 劇場版アニメ 忍たま乱太郎 忍術学園 全員出動!の段（田村三木ヱ門）
- 映画 しまじろうのわお! まほうのしまのだいぼうけん（ペンチ）

### OVA
1988年
- New Story of Aura Battler DUNBINE（ベラーナ・ガリアッハ）

1989年
- いしいひさいちのナンダカンダ劇場1 これが噂の地底人 とにかく上が悪いんや!!

1990年
- 楳図かずおの呪い
- 機動警察パトレイバー（進士多美子）
- THE八犬伝（夏引）
- 魔動王グランゾート 最後のマジカル大戦（ラビ）

1991年
- EXPER ZENON（ゆうこ）

1992年
- 新世紀GPXサイバーフォーミュラ グラフィティ（城之内みき）
- 新世紀GPXサイバーフォーミュラ11（1992年 - 1993年、城之内みき）
- 魔動王グランゾート 冒険編（ラビ）
- 三毛猫ホームズの幽霊城主（水田真子）

1993年
- ジェノサイバー 虚界の魔獣（ロコ）

1994年
- 疾風!アイアンリーガー 銀光の旗の下に（1994年 - 1995年、ワット）
- ジョジョの奇妙な冒険（少年）
- 新・キューティーハニー（スコーピオン）
- 新世紀GPXサイバーフォーミュラZERO（1994年 - 1995年、城之内みき）

1996年
- 新世紀GPXサイバーフォーミュラ EARLYDAYS RENEWAL（城之内みき）
- 新世紀GPXサイバーフォーミュラSAGA（1996年 - 1997年、城之内ミキ）

### ゲーム
1989年
- コブラ 黒竜王の伝説（ナタリー）

1992年
- 魔物ハンター妖子 〜魔界からの転校生〜（セツナ）

1993年
- スタートリング・オデッセイ（ロゼッタ）
- 魔物ハンター妖子 〜遠き呼び声〜（セツナ）

1995年
- 空想科学世界ガリバーボーイ（ジャラン）

1996年
- ガーディアンリコール 〜守護獣召喚〜（周防ちかな、小泊かおる、玄武）
- 新スーパーロボット大戦（ケーラ・スゥ、ケイト・ブッシュ）

1997年
- スーパーロボット大戦F（ケーラ・スゥ）
- ミニ四駆 爆走兄弟レッツ&ゴー!!WGP HYPER HEAT（ミハエル）

1998年
- ガーディアンリコール 〜守護獣召喚〜（周防ちかな）※PS版
- スーパーロボット大戦F完結編（ケーラ・スゥ）
- 双界儀（霊封天尊 陰虎）
- 爆走兄弟レッツ&ゴー!! エターナルウィングス（ミハエル）
- ブレイヴフェンサー 武蔵伝（コジロー、アイおばさん）
- 封神演義（哪咤）

1999年
- SDガンダム GGENERATION（1999年 - 2025年、ケーラ・スゥ、ケイト・ブッシュ） - 10作品
- サーカディア（杉浦泉）
- 新世紀GPXサイバーフォーミュラ 新たなる挑戦者（城之内みき）
- スーパーロボット大戦コンプリートボックス（ケーラ・スゥ、ガラリア・ニャムヒー、アギーハ）

2000年
- スーパーロボット大戦α / α for Dreamcast（2000年 - 2001年、ケーラ・スゥ、ケイト・ブッシュ、ガラリア・ニャムヒー） - 2作品
- スパイロ×スパークス トンでもツアーズ（エローラ）

2002年
- スーパーロボット大戦IMPACT（ガラリア・ニャムヒー）

2003年
- SUNRISE WORLD WAR Fromサンライズ英雄譚（ケーラ）

2005年
- 第3次スーパーロボット大戦α 終焉の銀河へ（ケーラ・スゥ）

2008年
- ガンダム無双2（ケーラ・スゥ）
- スーパーロボット大戦A PORTABLE（ケーラ・スゥ）

2009年
- スーパーロボット大戦NEO（ワット）

2010年
- キングダム ハーツ バース バイ スリープ（ドリゼラ）

2015年
- 忍たま乱太郎 ふっとびパズル!の段（田村三木ヱ門）

2017年
- ガンダムバーサス（ケーラ・スゥ、ケイト・ブッシュ）

2019年
- スーパーロボット大戦DD（2019年 - 2025年、ガラリア・ニャムヒー、ラビ）

2021年
- スーパーロボット大戦30（ケイト・ブッシュ）
- 機動戦士ガンダム U.C. ENGAGE（2021年 - 2024年、ケーラ・スゥ）

### ドラマCD
- 銀河鉄道の夜（ジョバンニ）
- 忍たま乱太郎シリーズ（田村三木ヱ門）
  - 忍たま乱太郎 ドラマCD 会計委員会の段
  - 忍たま乱太郎 ドラマCD 四年生の段
  - 忍たま乱太郎 ドラマCD ろ組の段〜上巻〜
  - 忍たま乱太郎 ドラマCD ろ組の段〜中巻〜
- 爆走兄弟レッツ&ゴー!! 超青春ドラマCD（ミハエル、星馬良江）
- 新世紀GPXサイバーフォーミュラシリーズ
  - 新世紀GPXサイバーフォーミュラ PICTURELAND2 白銀の対決（城之内みき）
  - 新世紀GPXサイバーフォーミュラ PICTURELAND5 湯煙の街の対決!（城之内みき）
  - 新世紀GPXサイバーフォーミュラSAGA ROUND1 明日へのフォーカス（城之内ミキ）
  - 新世紀GPXサイバーフォーミュラSAGA ROUND4 I WILL BE BACK（城之内ミキ）
  - 新世紀GPXサイバーフォーミュラ SAGAII ROUND1 真実の一瞬（城之内ミキ）
  - 新世紀GPXサイバーフォーミュラ SAGAII ROUND4 レディ!!（城之内ミキ）
- 魔神英雄伝ワタルシリーズ
  - 魔神英雄伝ワタル3 CDシネマ1 - 6（牙皇子）
  - 魔神英雄伝ワタル4 CDシネマ4「ワタル&クラマ オン ステージ」（マジョリダーナ）
  - 魔神英雄伝ワタル外伝 CDシネマ ピュアピュアヒミコ 第一巻 - 第四巻（ナレーター、錦糸町マリア）
  - 超魔神英雄伝ワタル ドラマアルバム4（龍神丸の愛人・愛神丸）
- 魔動王グランゾート（ラビ）※カセット

### 吹き替え

#### 担当女優
アニー・ポッツ
- ゴーストバスターズシリーズ（ジャニーン・メルニッツ）
  - ゴーストバスターズ ※ソフト版
  - ゴーストバスターズ2 ※ソフト版・テレビ朝日版
  - ゴーストバスターズ/アフターライフ
  - ゴーストバスターズ/フローズン・サマー

- プリティ・イン・ピンク/恋人たちの街角（イオナ）

ジェニファー・アニストン
- アラフォー女子のベイビー・プラン（キャシー）
- ウソツキは結婚のはじまり（キャサリン）
- グッド・ガール（ジャスティン・ラスト）
- セックス・アンド・マネー（オリヴィア）
- なんちゃって家族（ローズ・オライリー）
- バウンティー・ハンター（ニコール・ハーレイ）
- ハニーVS.ダーリン 2年目の駆け引き（ブルック・マイヤーズ）
- ふたりのパラダイス（リンダ）
- ブルース・オールマイティ（グレース・コネリー）
- フレンズ（レイチェル・カレン・グリーン）
- ポリーmy love（ポリー・プリンス）
- マザーズ・デイ（サンディ）
- わすれた恋のはじめかた（エロイース・チャンドラー）

ジェニファー・ティリー
- 恋のゆくえ/ファビュラス・ベイカー・ボーイズ（モニカ・モラン）※機内上映版
- チャイルド・プレイ/チャッキーの種（ティファニー、本人）
- ブロードウェイと銃弾（オリーブ・ニール）
- ぼくが天使になった日（ドロレス）
- 私はラブ・リーガル3 #3（ジニー）

シェリル・ハインズ
- ウィルソン（ポリー）
- ウェイトレス 〜おいしい人生のつくりかた（ベッキー）
- 男と女の不都合な真実（ジョージア）
- ハービー/機械じかけのキューピッド（サリー）

#### 映画
- アダムス・ファミリー2（ベッキー・グレンジャー〈クリスティーン・バランスキー〉）
- あのころ僕らは（フロー）
- アメリカン・スプレンダー（ジョイス・ブラブナー〈ホープ・デイヴィス〉）
- アンタッチャブル（キャサリン・ネス〈パトリシア・クラークソン〉）※フジテレビ版
- イノセント・ラブ（ベアトリス〈ケンダル・ケイ・マンジー〉）
- 依頼人（ダイアン・スウェイ〈メアリー＝ルイーズ・パーカー〉）※テレビ朝日版
- イルマーレ（ジョンスク）
- ウワサの真相/ワグ・ザ・ドッグ（ウィニフレッド・エームス〈アン・ヘッシュ〉）
- エイミー（アニー・ブキャナン）
- エクスプロラーズ（ウォルフガング・ミューラー〈リヴァー・フェニックス〉）
- エスケープ・フロム・L.A.（タスリーマ〈ヴァレリア・ゴリノ〉）※ソフト版
- エディット・ピアフ〜愛の讃歌〜（エディット・ピアフ〈マリオン・コティヤール〉）
- オールウェイズ（レイチェル〈マーグ・ヘルゲンバーガー〉）※VHS・DVD版
- おかしな二人（グウェンドリン・ピジョン〈キャロル・シェリー〉）※VOD版
- オスカー（ノラ）
- ガール6（ガール39〈デビ・メイザー〉）
- 風と共に去りぬ（プリシー〈バタフライ・マックイーン〉）※ソフト版
- きかんしゃトーマス 魔法の線路（ステイシー〈ディディ・コン〉）
- キャデラック・マン（ライラ〈ロリ・ペティ〉）※VHS版
- キャノンボール3 新しき挑戦者たち（ブルック・シールズ）※TBS版
- グリース2（フレンチー〈ディディ・コン〉）
- クリスマスに届いた愛（ベティ〈ミシェル・メイリンク〉）
- クレイジー・イン・アラバマ（ルシール・ヴィンソン〈メラニー・グリフィス〉[44]）
- グレッグのダメ日記シリーズ（スーザン・ヘフリー〈レイチェル・ハリス〉）
  - グレッグのダメ日記
  - グレッグのおきて
  - グレッグのダメ日記3
- ゲッティング・イーブン（キティ〈キャスリーン・ウィルホイト〉）
- コーラスライン（ジュディ・モンロー）
- 交渉人（マギー〈シオバン・ファロン〉）※ソフト版
- 幸福のペンダント（ケイト・ジョンソン）
- ゴッド・ギャンブラーII（ドリーム・ロウ〈チョン・マン〉）※VHS版
- 再会の街/ブライトライツ・ビッグシティ（エレイン〈ケリー・リンチ〉）※VHS版
- 最'新'絶叫計画（アレックス〈トリ・スペリング〉）※ソフト版
- サスペリア（キャロル）※テレビ東京版
- ザ・ファーム 法律事務所（タミー・ヘンプフィル〈ホリー・ハンター〉）
- ザ・ワイルド（ジニー〈キャスリーン・ウィルホイト〉）※ソフト版
- 3人のゴースト（現在のゴースト〈キャロル・ケイン〉）
- JFK（ベヴァリー・オリヴァー〈ロリータ・ダヴィドヴィッチ〉、ジャスパー・ギャリソン）※ソフト版
- 地獄のデビル・トラック（コニー〈イヤードリー・スミス〉）
- 7月4日に生まれて（ジェイミー・ウィルソン〈リリ・テイラー〉）※VHS版
- 十戒（リリア〈デブラ・パジェット〉）※フジテレビ版
- シティーコップ 余命30日?!のヒーロー（おばあちゃん〈マリ＝アンヌ・シャゼル〉）
- ジミー・ハリウッド（ロレイン〈ビクトリア・アブリル〉）
- ジム・ヘンソンのウィッチズ/大魔女をやっつけろ!（医師〈セレナ・ハラギン〉）
- 17歳（リタ）
- ジョーズ'87 復讐篇（カーラ・ブロディ〈カレン・ヤング〉）※テレビ朝日版
- ジョイ・ラック・クラブ（ローズ〈ロザリンド・チャオ〉）
- 笑撃生放送! ラジオ殺人事件（ビリーの母親〈キャンディ・クラーク〉）
- スターダスト・メモリー（デイジー〈ジェシカ・ハーパー〉）
- スタートレックIV 故郷への長い道（ジリアン・テイラー博士〈キャサリン・ヒックス〉、サーヴィック大尉）※フジテレビ版
- スタートレック ファーストコンタクト（リリー・スローン〈アルフレ・ウッダード〉）
- スチュアート・リトル（ベアトリスおばさん〈アリス・ビーズレー〉）※テレビ朝日版
- スリープ・ウィズ・ヴァンパイア（ジュリー〈トリ・スペリング〉）
- スリーメン&ベビー（レベッカ〈マーガレット・コリン〉）※フジテレビ版
- 聖者の眠る街（タムセン）
- ダンシング・ヒーロー（ヴァネッサ・クローニン）
- チャイルド・プレイ2（カイル〈クリスティーン・エリス〉）
- チャップリンの伯爵（マネーバッグス嬢〈エドナ・パーヴァイアンス〉）
- チャップリンの放浪者（ジプシーに誘拐された娘〈エドナ・パーヴァイアンス〉）
- ディック&ジェーン 復讐は最高!（ジェーン・ハーパー〈ティア・レオーニ〉）
- テッド（ヘレン・ベネット〈アレックス・ボースタイン〉）
- デルタフォース2（キキナ）
- ドナー（メロディ）
- トム・クルーズ/栄光の彼方に（シャーロット）
- ナイト・オン・ザ・プラネット（コーキー〈ウィノナ・ライダー〉）
- 9デイズ（パム）※ソフト版
- ネメシス（マックス・インパクト〈マーレ・ケネディ〉）
- バイオ・エイリアン/新種誕生（サンドラ・ベイカー）
- バイオレント・サタデー（ベティ・カードン〈キャシー・イエーツ〉）
- パイレーツ・ムービー
- 裸の銃を持つ男 PART33 1/3 最後の侮辱（ルイーズ〈エレン・グリーン〉）※テレビ朝日版
- パラダイス・アーミー
- パラダイム（スーザン・キャボット〈アン・マリー・ハワード〉）
- ハリーとヘンダスン一家（アイリーン・モフィット〈レイニー・カザン〉）※TBS版
- パルプ・フィクション（ハニー・バニー〈アマンダ・プラマー〉）
- ハワーズ・エンド（ドリー・ウィルコックス）
- バンディッツ（クロエ・ミラー〈ステイシー・トラヴィス〉）※日本テレビ版
- ハンテッド（アイリーン）※ソフト版
- ピーウィーの大冒険（ドティ〈エリザベス・デイリー〉）
- ビッグ・ダディ（レイラ・マロニー〈ジョーイ・ローレン・アダムス〉）
- ピノキオ ニュー・アドベンチャー（フェリネット）
- ビルとテッドの地獄旅行（ジョアンナ、少年のビル）※ソフト版
- ピンク・キャデラック（ルー・アン〈バーナデット・ピーターズ〉）※ソフト版
- ファット・ガール 愛はサイズを超える（ステイシー）
- ファミリー・ゲーム/双子の天使（エリザベス・ジェームス〈ナターシャ・リチャードソン〉）
- フィービー・ケイツの 私の彼は問題児（幼き日のエリザベス、アナベラ〈ブリジット・フォンダ〉）※VHS版
- フォード・フェアレーンの冒険（ズーズー・ペタルス〈マディ・コーマン〉）
- ブランク・チェック/100万ドル大作戦!（イヴォンヌ）
- フランケンシュタイン（ジャスティン）※テレビ朝日版
- プリティ・ブライド（ペギー・フレミング〈ジョーン・キューザック〉）
- フレッチ登場!/5つの顔を持つ男（シンディ・メイ・サンプル）※VHS版
- ベティ・ルーは犯罪者?（エリノア〈ジュリアン・ムーア〉）
- ペネロピ（ジェシカ・ウィルハーン〈キャサリン・オハラ〉）
- ホンコン・フライド・ムービー（ギョン〈シルヴィア・チャン〉）
- マーキュリー・ライジング（ステイシー〈キム・ディケンズ〉）※テレビ朝日版
- マイホーム・コマンドー（マーク・ウィルコックス）
- マインクラフト/ザ・ムービー（マーリーン副校長〈ジェニファー・クーリッジ〉[45]）
- マリー・ミー（パーカー・デブス〈サラ・シルバーマン〉）
- ミストレス（レイチェル・ランディスマン〈ローリー・メトカーフ〉）
- 未来世紀ブラジル（シャーリー）
- もう子守歌はいらない（ドリーン〈アリソン・ジャネイ〉）
- 野獣捜査線（ダイアナ）
- 48時間 ※日本テレビ新録版
- ライフ・イズ・ミラクル（ヤドランカ）
- ラスト・ソング（医師〈ローダ・グリフィス〉）
- リトル・ショップ・オブ・ホラーズ（オードリー〈エレン・グリーン〉）
- リトル・プリンセス 小公女（ベッキー）
- ルイーズに訪れた恋は...（ミッシー・ゴールドバーグ〈マーシャ・ゲイ・ハーデン〉）
- レプリカント（ウェンディ・ウィッカム〈ジェイミー・ノックス〉）※ソフト版
- ロボコップ2（ロボコップの技術者〈パトリシア・シャーボノー〉）※20世紀フォックス版
- ワーキング・ガール（ベッツィー）※テレビ朝日版
- 私の日記はベストセラー（ギャラガー先生）
- 悪いことしましョ!（キャロル）※ソフト版

#### ドラマ
- アガサ・クリスティー ミス・マープル 牧師館の殺人（メアリー・ヒル）
- アルフ シーズン4 #15（マーガレット[3]〈アリス・ビーズレー〉）
- ER緊急救命室
  - シーズン1・2・8（クロエ・ルイス〈キャスリーン・ウィルホイト〉）
  - シーズン11 #20（マリリン・ブラッケン〈ジェイミー・ローズ〉）
- V&V2/ビジターの逆襲（ロビン〈ブレア・テフキン〉）
- X-ファイル
  - シーズン3 第14話「グロテスク」※テレビ朝日版[46]
  - シーズン4 第20話「スモール・ポテト」（アマンダ・ネリガン）
  - シーズン6 第8話「レイン・キング」（シーラ・フォンテーヌ）
- NCIS 〜ネイビー犯罪捜査班
  - シーズン1 #14（チャリー・デュプレイ保安官）
  - シーズン9（サマンサ・ライアン〈ジェイミー・リー・カーティス〉）
- エレメンタリー ホームズ&ワトソン in NY
- 恐竜家族
- クローザー シーズン4（アンジー・セラビアン[3]）
- THE VISITOR ザ・ビジター #1・2（ナディーン・ウォールデン）、#4（パトリシア・ライアン医師）
- シェイムレス 俺たちに恥はない（モニカ・ギャラガー〈クロエ・ウェッブ〉）
- ジム・ヘンソンのストーリーテラー（悪い姉1〈ジェニファー・ソーンダース〉）
- スーパーキャリア/超巨大空母緊急出動!（ロージー・ヘンリック）
- スノー・クイーン 〜雪の女王〜（春の魔女）
- 新・刑事コロンボシリーズ
  - だまされたコロンボ（モデル）
  - 影なき殺人者（ヘイベック巡査）
- 超音速攻撃ヘリ エアーウルフ
  - シーズン1 #11（アントニア・"トニー"[3]・ドナテリ）
  - シーズン3 #22（リン）
- ツイン・ピークス（ルーシー・モラン〈キミー・ロバートソン〉）
  - ツイン・ピークス The Return
- デスパレートな妻たち（イーディ・ブリット〈ニコレット・シェリダン〉）
- 特攻野郎Aチーム シーズン4 #2（ジェニー）
- ビバリーヒルズ高校白書（ドナ・マーティン〈トリ・スペリング〉[3]）
  - ビバリーヒルズ青春白書
  - 新ビバリーヒルズ青春白書
- ふたりは最高! ダーマ&グレッグ（マリーン〈イヤードリー・スミス〉[3]）
- ふたりは友達? ウィル&グレイス（カレン・ウォーカー〈メーガン・ムラーリー〉）
- THE BLACKLIST/ブラックリスト シーズン2 #13（トレイシー・ソロボトキン〈アマンダ・プラマー〉）
- BONES シーズン5（アヴァロン〈シンディ・ローパー〉[3]）
- 冒険野郎マクガイバー シーズン1 #5（クリス・ローデス）
- ホワイトカラー ファイナル・シーズン #4（イーバ・パーキンス〈ミーガン・ドッズ〉）
- ミス・マープル バートラム・ホテルにて（ローズ・シェルトン）
- 名探偵ポワロ ※NHK
  - エンドハウスの怪事件（マギー・バックリー[3]）
  - スタイルズ荘の怪事件（シンシア・マードック[3]）
  - 愛国殺人（アグネス・フレッチャー[3]）
  - ヒッコリー・ロードの殺人（パトリシア・レーン[3]）
- THE MENTALIST メンタリストの捜査ファイル（キャスリーン・ホークス〈エリザベス・デネヒー〉[3]）
- ヤングライダーズ シーズン1 #18（レイチェル・クローリー）
- 夢見る子犬・ウィッシュボーン（ワンダ・ジルモア）

#### アニメ
- ウィッチ -W.I.T.C.H.-（ヤン・リン[3]）
- オープン・シーズン（ボビー）
  - オープン・シーズン2 ペット vs 野生のどうぶつたち
  - オープン・シーズン3 森の仲間とゆかいなサーカス
  - オープン・シーズン4 おおかみ男とひみつの森
- アニメ ゴーストバスターズ（ジャニーン・メルニッツ[3]）
- X-MEN（ジーン・グレイ[3]）
- 怪盗グルーの月泥棒 3D（ハッティーさん）
- ザ・シンプソンズ（トッド・フランダース〈初代〉、マーティン・プリンス〈初代〉、ルアン・ヴァン・ホーテン〈初代〉 他[3]）
  - ザ・シンプソンズ MOVIE（トッド・フランダース、マーティン・プリンス）※オリジナル版
- シルベスター&トゥイーティー ミステリー
- シンデレラII（ドリゼラ・トレメイン[3]）
- シンデレラIII 戻された時計の針（ドリゼラ・トレメイン[3]）
- 楽しいダックタウン（ベブ[3]）
- ぼくブルンシリーズ（ブルン[3]）
- マウス・タウン ロディとリタの大冒険（リタの母親）
- ミニオンズ（エージェント）
- ゆかいなバーニー(英語版)（カメリア[3]）
- ルイスと未来泥棒（タルーラ）
- レックス・ザ・ラント（ウェンディ[3]）

#### その他
- コアリズム（ジュリア・パワーズ）

### ラジオ
- ラジメーション・魔神英雄伝ワタル3（牙皇子）
- 魔神英雄伝ワタル外伝 ピュアピュアヒミコ

### 特撮
- スーパー戦隊シリーズ
  - 超力戦隊オーレンジャー（1995年、コチャの声）
  - 劇場版 超力戦隊オーレンジャー（1995年、コチャの声）
  - 超力戦隊オーレンジャー スーパービデオ オーレ！超力情報局（1995年、コチャの声）
  - 超力戦隊オーレンジャー オーレVSカクレンジャー（1996年、コチャの声）
  - 獣拳戦隊ゲキレンジャー（2007年、五毒拳・臨獣スコーピオン拳ソリサの声）

### ナレーション
- オレたち!クイズMAN（2009年 - 、TBS）
- NHK高校講座数学基礎（2010年、NHK教育）

### CM
- シグマ商事 摩訶摩訶
- ビクターインタラクティブソフトウェア じゃがいぬくん

### テレビドラマ
- 熱中時代教師編・第2シリーズ 第17話「祖父母会とボートレース」（1980年、NTV） - 娘

### 舞台
- 魔神英雄伝ワタル3 メモリアル・ライブ 〜See You Again〜（1992年）
- 魔神英雄伝ワタル W復活祭 60分間世界一周!（1993年、牙皇子）

### 人形劇
- こどもにんぎょう劇場「おにたのぼうし」（まこと）

### その他コンテンツ
- AURA BATTLER DUNBINE SIDE L（2024年、ガラリア・ニャムヒー[47]）

### シリーズ一覧
1. ↑  『ZERO』（1999年）、『F』（2000年）、『F.I.F』（2001年）、『PORTABLE』（2006年）、『SPIRITS』（2007年）、『WORLD』『3D』（2011年）、『OVER WORLD』（2012年）、『GENESIS』（2016年）、『ETERNAL』（2025年）